# Gekon turecký
Gekon turecký (Hemidactylus turcicus) je zástupce čeledi gekonovití. Je to noční, hmyzožravý gekon, který dorůstá délky do 18 cm. Má veliké oči bez očních víček s eliptickými zornicemi. Má žlutou, nebo žlutohnědou pokožku s černými flíčky.

## Věk a velikost
Gekon turecký se dožívá 10 až 20 let a dorůstá 9–18 cm.

## Potrava
hmyz, pavouci, mouční červy, malí cvrčci

## Rozšíření
Pobřeží a ostrovy Středozemního moře, Chorvatsko, Bulharsko, Rumunsko, Malta, Albánie, Bosna a Hercegovina. Introdukce do subtropických oblastí celého světa, ale vyskytuje se i v jiných zemích jako třeba Česko, Egypt a Indie. Zavlečení do Česka (Morava, Slezsko) či USA (Louisiana, Alabama, Texas, Arizona, Florida, Arkansas, Mississippi, Jižní Karolína, Georgie, Oklahoma, Virginie, Maryland, Kalifornie, Nevada, Nové Mexiko, Kansas, Tennessee, Severní Karolína) ukazuje přizpůsobivost tohoto gekona mrazům a rozličným podmínkám. Vyskytuje se též v Severní a východní Africe (včetně Kanárských ostrovů), jihozápadní (včetně Kypru) a jižní Asii. Vyjma USA je znám i z Mexika, Panamy, Portorika, Belize a Kuby.